# 艾弗里·布伦戴奇
艾弗里·布倫達治（英語：Avery Brundage，1887年9月28日—1975年5月7日），美國体育官员，曾作为運動員參加1912年斯德哥爾摩奧運會，在1930年代曾作为奧委會代表考察德國舉辦奧運會的籌備條件。在1952年至1972年擔任國際奧林匹克委員會主席長達20年，對奧林匹克運動影響深遠，是第一位曾作为运动员参加奥运会的国际奥委会主席，且為首位非歐洲出身的國際奧委會主席。
他從伊利諾大學畢業。精通田徑、籃球、鐵餅、十項全能，而且是建築業界中的商業巨賈。
1964年6月訪問中華民國，謁見總統蔣中正:107。
1972年9月，在其任期即将结束之际，慕尼黑惨案发生，而在布伦戴奇的坚持下，慕尼黑奥运会并未因血案而提前结束。

## 生平
- 1928年擔任美國體育協會會長。
- 1929年開始擔任美國奧林匹克委員會委員。
- 1946年擔任國際奧林匹克委員會副會長。
- 1952年8月任第五任奧委會主席。
- 1972年9月15日卸任主席。